# Instant messaging
Instant messaging er en form for kommunikation mellem to eller flere mennesker baseret på skrivning af tekstbeskeder. Tekstbeskederne sendes via computere, der er forbundet til et netværk som f.eks. internettet.
Instant messaging kræver et klientprogram der forbinder sig til en server og adskiller sig fra e-mail ved at samtaler foregår uden forsinkelse. De fleste typer programmer giver mulighed for at se om folk på ens kontaktliste er online og interesseret i at chatte.
Populære instant messaging programmer er eller har været: Windows Live Messenger, AOL Instant Messenger, Yahoo! Messenger, Skype, Google Talk, Jabber, QQ og ICQ.
| Software | Spire Denne artikel om software og programmering er en spire som bør udbygges. Du er velkommen til at hjælpe Wikipedia ved at udvide den. |